# Manhatta
Pour plus de détails, voir Fiche technique et Distribution.
Manhatta (1921) est un court-métrage documentaire réalisé par le peintre Charles Sheeler et le photographe Paul Strand.

## Contexte de production
Manhatta documente l'allure de Manhattan au début du XXe siècle. Ayant la ville pour sujet, le film se compose de 65 séquences dans une structure non narrative, débutant par un ferry approchant Manhattan et se terminant par un coucher de soleil sur un gratte-ciel. L'objectif du film est d'explorer la relation entre la photographie et le cinéma ; le mouvement de la caméra est maintenue au minimum, comme un mouvement dans chacune des séquences. Chaque cadre fournit une vue de la ville qui a été soigneusement arrangé dans des compositions abstraites.
Le film tente de montrer l'amour du cinéaste pour la ville de New York. Manhatta était une collaboration entre le peintre Charles Sheeler et le photographe Paul Strand. Les intertitres sont extraits des écrits de Walt Whitman.

## État de conservation
Le film a été jugé « culturellement significatif » par la Bibliothèque du Congrès, choisi pour la conservation dans le National Film Registry aux États-Unis, et a été restauré et se trouve sur le DVD Unseen Cinema: Early American Avant Garde Film 1894–1941 sorti en octobre 2005. Le film a été entièrement restauré en janvier 2009 par l'archiviste Bruce Posner, en collaboration avec l'entreprise de restauration de films Lowry Digital.